# Bernardia hagelundii
Bernardia hagelundii är en törelväxtart som beskrevs av Antonio Costa Allem och Bruno Edgar Irgang. Bernardia hagelundii ingår i släktet Bernardia och familjen törelväxter. Inga underarter finns listade i Catalogue of Life.